# NGC 2973
NGC 2973 est constitué de trois étoiles rapprochées située dans la constellation de la Machine pneumatique. L'astronome britannique John Herschel a enregistré la position de ces trois étoiles le 5 février 1837.
Note : la base de données Simbad et le logiciel Aladin identifie NGC 2973 à la galaxie PGC 27439, ce qui est faux.